# Пітер Капальді
Пітер Дуґан Капальді (нар. 14 квітня 1958) — шотландський актор, режисер та сценарист. Він виконав чимало ролей у кіно і на телебаченні, але найбільше відомий завдяки ролі Малкольма Такера у серіалі BBC «У центрі подій» та його спінофі — фільмі «У петлі». 1995 року він отримав Оскара в номінації найкращий короткометражний фільм за стрічку «Прекрасне життя Франца Кафки», яку він зрежисував. Також він здобув премію БАФТА, премію Chlotrudis Award та дві премії British Comedy Awards. 4 серпня 2013 було оголошено, що він гратиме дванадцяте втілення головного персонажа довготривалого науково-фантастичного серіалу «Доктор Хто».

## Особисте життя
Капальді народився у Глазго, Шотландія. Сім'я його матері походила з міста Кіллешандра, графство Каван, Ірландія, а родина батька — родом із італійського міста Пічиніско. Початкову освіту Пітер здобув у школі святої Терези в районі Поссілпарк,, школі Святого Метью в Бішопбріґґзі та у середній школі Святої Нініан, після чого він вступив до Школи мистецтв Глазго.
Капальді є патроном організації Association for International Cancer Research, а також шотландської благодійної організації Aberlour Child Care Trust. Він живе у Лондоні з дружиною Елейн Коллінз та їхньою дочкою Сесилією.

## Кар'єра
Перша роль Капальді — роль Денні Ольдсена в комедії 1983 року Місцевий герой. Тривалий час після цього він виконував лише другорядні ролі.
Найвизначнішою роллю Капальді, яка зробила його популярним, була роль спіндоктора Малкольма Такера у серіалі BBC У центрі подій, яку він виконував у період 2005–2012 років. Цей персонаж багато в чому був сатирою на спіндоктора Тоні Блера — Аластера Кемпбелла.
Протягом 2007 та 2008 року він грав Марка Дженкінса в серіалі каналу E4 Скінс. Також він виконав роль Луція Сесилія Юкундуса в серіалі Доктор Хто (епізод Вогні Помпеї). 2009 року Капальді знову з'явився у всесвіті цього серіалу, коли зіграв службовця Джона Фробішера у третьому сезоні серіалу Торчвуд.
2013 року Пітер знявся в ролі кардинала Рішельє в екранізації роману Александра Дюма Три мушкетери.
4 серпня 2013 року у спеціальній передачі BBC, що називалася Доктор Хто наживо: Наступний Доктор, було оголошено, що Капальді гратиме дванадцяте втілення Доктора в серіалі Доктор Хто, замінивши Метта Сміта. Під час презентації Пітер зізнався, що був давнім фанатом серіалу, і навіть написав листа про серіал у Radio Times, коли йому було 15 років.